# Henri Béraud

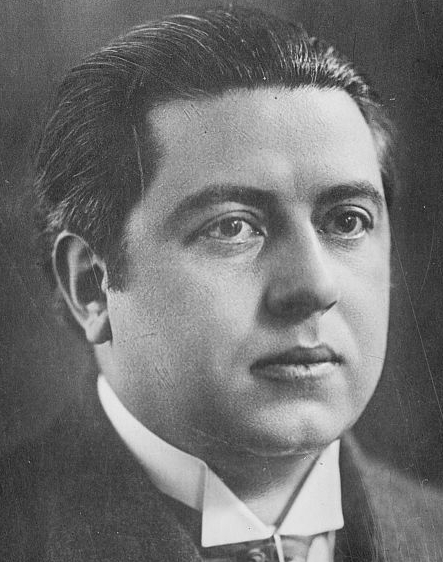
Henri Béraud

Henri Béraud, född 21 september 1885 i Lyon, död 24 oktober 1958, var en fransk författare.
Béraud fick sin utbildning i Lyon där han först arbetade som journalist. Han tog starka intryck av de nationella konservativa strömningarna i Frankrike runt sekelskiftet 1900. Som medarbetare i olika reaktionära tidningar och tidskrifter i Paris uppträdde Béraud bland annat mot André Gide och kretsen kring denne. Som romanförfattare debuterade han 1919 och fick 1922 Goncourtpriset för Le martyre de l'obèse (1922, svensk översättning "En tjock mans kärlekshistoria" 1923) och gav skildringar från sin hembygds historia i Le bois du templier pendu (1926), Lurons de Sabolas (1930) och Ciel de suie (1933). Med stort intresse följde Béraud de politiska händelserna i Europa som han gav rapporter om i Ce que j'ai vu à Moscou (1925), Ce que j'ai vu à Berlin (1926), Ce que j'ai vu à Rome (1929), Émeutes en Espagne (1931) och Le feu qui couve (1932) som handlade om Österrike. Hans intresse för antidemokratiska riktningarna under mellankrigstiden kom fram i Dictateurs d'aujourd'hui (1933). Béraud medarbetade i den ultrareaktionära tidningen Gringoire, bland annat med antibrittiska artiklar, och under den tyska ockupationen under andra världskriget hörde han till samarbetsmännen. Bland hans senare arbeten märks Trois ans de colère (1936), Popu-roi (1938), Qu'as-tu fait de ta jeunesse? (1941), Sans haine et sans crainte (1942) och Les raisons d'un silence (1944). La gerbe d'or (1928) innehåller Bérauds barndomsminnen. Efter Frankrikes befrielse dömdes Béraud till döden som landsförrädare men benådades och fick straffet ändrat till livstids fängelse.